# 제라르 드 네르발
제라르 드 네르발(Gérard de Nerval)이라는 필명을 쓴 제라르 라브뤼니(Gérard Labrunie)는 프랑스의 작가이자 시인으로, 1808년 5월 22일 파리에서 태어나, 1855년 1월 26일 같은 도시에서 사망했다. 프랑스 낭만주의에 일획을 그은 인물인 네르발은 자신이 쓴 시와 단편으로 유명하며, 특히 그의 단편 모음집 <불의 여인들Les Filles du feu>(여기에 유명한 <실비>Sylvie가 수록되었음)과 1854년 출간된 소네트 모음집 <키메라Les Chimères>가 유명하다.

## 생애
네르발은 본명이 네르발의 어머니는 남편을 따라 전장에 나갔다가 열병과 전쟁 스트레스로 인해 25세에 숨졌다고 했다. 네르발은 ‘나는 어머니를 한 번도 본 적이 없다. 어머니의 초상화는 잃어버렸거나 도둑맞았다. 나는 어머니를 전혀 모르고 자랐다. 그녀는 옛 게르만족의 여인들처럼 군대에 복무 중인 아버지를 따라가고자 했다. 그리고 차가운 독일 땅에서 피로와 열병으로 사망했다’고 기록했다.
이와 같이 얼굴도 모르는 어머니의 죽음은 그의 작품 속에서 ‘오렐리’ 또는 ‘오렐리아’로 그려지고 있는 한 여성에 대한 사랑의 병을 불러왔다. 급기야 1841년 광기 발작과 1851년 이후 간헐적으로 정신병이 재발했으며, 1855년 1월 25∼26일 새벽 파리의 으슥한 골목에서 목매어 자살한 시체로 발견됐다.

## 재평가
그는 죽은 후 오래지 않아 사람들의 뇌리에서 사라지고 말았다. 그러나 20세기 초가 되자 그의 작품 속에서 놀라운 것들이 발견되기 시작했다.
그의 작품에는 18세기 유럽의 내면을 흐르던 온갖 기원의 신비주의가 있고, 괴테의 ≪파우스트≫와 실러의 ≪군도≫, 호프만의 ≪악마의 정수≫, 노발리스의 ≪밤의 찬가≫, 하이네의 ≪아타 트롤≫과 같은 독일의 낭만주의가 배어 있으며, 보들레르와 파르나스 시파와 상징주의의 싹이 있고, 프루스트의 ≪잃어버린 시간을 찾아서≫의 축소판이 있었다.
그는 평소 광증에 시달리는 정신적 고통을 겪었고 비극적으로 생을 마쳤기 때문에 사람들은 그를 문학가로서가 아니라 비극의 주인공으로 알고 있었다. 예를 들면 ＜판도라＞나 ＜오렐리아＞ 같은 작품은 이해할 수 없는 광증의 발로라고 보았기 때문에 그의 작품은 상당 부분 이해할 수 없는 것으로 잘못 판단되었다.
20세기에 와서 그는 새로 관심을 받기 시작했다. 그의 작품들이 무논리적으로 쓰인 바가 아니라는 결론이 나온 것이다. 프랑스에 서는 1920년대부터 간헐적으로 네르발에 관한 연구가 있었고, 1960∼1970년대에는 본격적인 연구가 이루어지기 시작했다. 오늘날 프랑스 사람들은 네르발을 ‘가장 프랑스적인 서정시인’ 가운데 한 사람으로 꼽고 있다.

## 작품
- La Main de gloire, histoire macaronique 1832年
- Raoul Spifame, seigneur des Granges 1839年 （伝記小説）
- Histoire véridique du canard 1845年
- Scènes de la vie orientale 1846-1847年
- Le Marquis de Fayolle 1849年（未完）
- Le Diable rouge, almanach cabalistique pour 1850
- Les Confidences de Nicolas 1850年
- Les Nuits du Ramazan 1850年
- Les Faux Saulniers, histoire de l’abbé de Bucquoy 1851年
- 『동방여행기』Voyage en Orient 1851年
- Contes et facéties 1852年
- La Bohème galante 1852年
- Lorely, souvenirs d’Allemagne 1852年
- Les Illuminés 1852年
- 『실비』 "Sylvie" 1853年
- Petits châteaux de Bohème 1853年
- 『불의 딸들』Les Filles du feu 1854年
- 『산책과 추억』Promenades et souvenirs 1854年
- 『오렐리아』Aurélia ou le rêve et la vie 1855年